# Jean D'Oisy
Jean D'Oisy fut organiste de la cathédrale Notre-Dame de Paris.